# Blancpain Endurance Series 2014
Navigation
Édition précédente Édition suivante
La saison 2014 des Blancpain Endurance Series (BES) est la quatrième saison de ce championnat et se déroule du 13 avril au 21 septembre 2014 sur un total de cinq manches.

## Engagés
| Équipe                          | Voiture                       | No.     | Pilotes                    | Manches |
| Pro Cup                         | Pro Cup                       | Pro Cup | Pro Cup                    | Pro Cup |
| ------------------------------- | ----------------------------- | ------- | -------------------------- | ------- |
| Belgian Audi Club Team WRT      | Audi R8 LMS ultra             | 1       | Laurens Vanthoor           | Toutes  |
| Belgian Audi Club Team WRT      | Audi R8 LMS ultra             | 1       | César Ramos                | 1–3, 5  |
| Belgian Audi Club Team WRT      | Audi R8 LMS ultra             | 1       | Marc Basseng               | 1–3     |
| Belgian Audi Club Team WRT      | Audi R8 LMS ultra             | 1       | René Rast                  | 4       |
| Belgian Audi Club Team WRT      | Audi R8 LMS ultra             | 1       | Markus Winkelhock          | 4       |
| Belgian Audi Club Team WRT      | Audi R8 LMS ultra             | 1       | Christopher Mies           | 5       |
| Belgian Audi Club Team WRT      | Audi R8 LMS ultra             | 2       | André Lotterer             | 4       |
| Belgian Audi Club Team WRT      | Audi R8 LMS ultra             | 2       | Marcel Fässler             | 4       |
| Belgian Audi Club Team WRT      | Audi R8 LMS ultra             | 2       | Benoît Tréluyer            | 4       |
| Belgian Audi Club Team WRT      | Audi R8 LMS ultra             | 3       | Christopher Mies           | 1–4     |
| Belgian Audi Club Team WRT      | Audi R8 LMS ultra             | 3       | Frank Stippler             | Toutes  |
| Belgian Audi Club Team WRT      | Audi R8 LMS ultra             | 3       | James Nash                 | Toutes  |
| Belgian Audi Club Team WRT      | Audi R8 LMS ultra             | 3       | Marc Basseng               | 5       |
| M-Sport Bentley                 | Bentley Continental GT3       | 7       | Steven Kane                | Toutes  |
| M-Sport Bentley                 | Bentley Continental GT3       | 7       | Guy Smith                  | Toutes  |
| M-Sport Bentley                 | Bentley Continental GT3       | 7       | Andy Meyrick               | Toutes  |
| M-Sport Bentley                 | Bentley Continental GT3       | 8       | Jérôme d'Ambrosio          | Toutes  |
| M-Sport Bentley                 | Bentley Continental GT3       | 8       | Duncan Tappy               | Toutes  |
| M-Sport Bentley                 | Bentley Continental GT3       | 8       | Antoine Leclerc            | Toutes  |
| Emil Frey Racing                | Emil Frey G3 Jaguar XK        | 14      | Fredy Barth                | 5       |
| Emil Frey Racing                | Emil Frey G3 Jaguar XK        | 14      | Gabriele Gardel            | 5       |
| Emil Frey Racing                | Emil Frey G3 Jaguar XK        | 14      | Jonathan Hirschi           | 5       |
| Black Falcon                    | Mercedes-Benz SLS AMG GT3     | 19      | Abdulaziz Al Faisal        | Toutes  |
| Black Falcon                    | Mercedes-Benz SLS AMG GT3     | 19      | Hubert Haupt               | Toutes  |
| Black Falcon                    | Mercedes-Benz SLS AMG GT3     | 19      | Andreas Simonsen           | Toutes  |
| Black Falcon                    | Mercedes-Benz SLS AMG GT3     | 63      | Mike Parisy                | 4       |
| Black Falcon                    | Mercedes-Benz SLS AMG GT3     | 63      | Adam Christodoulou         | 4       |
| Black Falcon                    | Mercedes-Benz SLS AMG GT3     | 63      | Yelmer Buurman             | 4       |
| Saintéloc Racing                | Audi R8 LMS ultra             | 26      | Stéphane Ortelli           | Toutes  |
| Saintéloc Racing                | Audi R8 LMS ultra             | 26      | Grégory Guilvert           | Toutes  |
| Saintéloc Racing                | Audi R8 LMS ultra             | 26      | Edward Sandström           | Toutes  |
| Leonard Motorsport AMR          | Aston Martin V12 Vantage GT3  | 32      | Stuart Leonard             | 2       |
| Leonard Motorsport AMR          | Aston Martin V12 Vantage GT3  | 32      | Paul Wilson                | 2       |
| Leonard Motorsport AMR          | Aston Martin V12 Vantage GT3  | 32      | Jonathan Adam              | 2       |
| Oman Racing Team                | Aston Martin V12 Vantage GT3  | 44      | Michael Caine              | Toutes  |
| Oman Racing Team                | Aston Martin V12 Vantage GT3  | 44      | Ahmad Al Harthy            | Toutes  |
| Oman Racing Team                | Aston Martin V12 Vantage GT3  | 44      | Stephen Jelley             | 1–4     |
| Oman Racing Team                | Aston Martin V12 Vantage GT3  | 44      | Joe Osborne                | 5       |
| Brothers Racing Team            | Audi R8 LMS ultra             | 55      | Cheng Congfu               | 1–3     |
| Brothers Racing Team            | Audi R8 LMS ultra             | 55      | Sun Zheng                  | 1–3     |
| Brothers Racing Team            | Audi R8 LMS ultra             | 55      | André Couto                | 1–3     |
| BMW Sports Trophy Team Marc VDS | BMW Z4 GT3 (E89)              | 66      | Maxime Martin              | 4       |
| BMW Sports Trophy Team Marc VDS | BMW Z4 GT3 (E89)              | 66      | Jörg Müller                | 4       |
| BMW Sports Trophy Team Marc VDS | BMW Z4 GT3 (E89)              | 66      | Augusto Farfus             | 4       |
| BMW Sports Trophy Team Marc VDS | BMW Z4 GT3 (E89)              | 77      | Lucas Luhr                 | 4       |
| BMW Sports Trophy Team Marc VDS | BMW Z4 GT3 (E89)              | 77      | Markus Palttala            | 4       |
| BMW Sports Trophy Team Marc VDS | BMW Z4 GT3 (E89)              | 77      | Dirk Werner                | 4       |
| ISR Racing                      | Audi R8 LMS ultra             | 75      | Filip Salaquarda           | 4       |
| ISR Racing                      | Audi R8 LMS ultra             | 75      | Fabian Hamprecht           | 4       |
| ISR Racing                      | Audi R8 LMS ultra             | 75      | Marc Basseng               | 4       |
| HTP Motorsport                  | Mercedes-Benz SLS AMG GT3     | 84      | Harold Primat              | Toutes  |
| HTP Motorsport                  | Mercedes-Benz SLS AMG GT3     | 84      | Nico Verdonck (en)         | Toutes  |
| HTP Motorsport                  | Mercedes-Benz SLS AMG GT3     | 84      | Maximilian Buhk            | 1, 3    |
| HTP Motorsport                  | Mercedes-Benz SLS AMG GT3     | 84      | Bernd Schneider            | 2, 4–5  |
| HTP Motorsport                  | Mercedes-Benz SLS AMG GT3     | 85      | Sergey Afanasyev           | Toutes  |
| HTP Motorsport                  | Mercedes-Benz SLS AMG GT3     | 85      | Stef Dusseldorp            | Toutes  |
| HTP Motorsport                  | Mercedes-Benz SLS AMG GT3     | 85      | Lucas Wolf                 | 1–3     |
| HTP Motorsport                  | Mercedes-Benz SLS AMG GT3     | 85      | Xavier Maassen             | 4       |
| HTP Motorsport                  | Mercedes-Benz SLS AMG GT3     | 85      | Maximilian Buhk            | 5       |
| HTP Motorsport                  | Mercedes-Benz SLS AMG GT3     | 86      | Maximilian Buhk            | 4       |
| HTP Motorsport                  | Mercedes-Benz SLS AMG GT3     | 86      | Maximilian Götz            | 4       |
| HTP Motorsport                  | Mercedes-Benz SLS AMG GT3     | 86      | Jazeman Jaafar             | 4       |
| Reiter Engineering              | Lamborghini GToutesardo FL2   | 88      | Peter Kox                  | 1       |
| Reiter Engineering              | Lamborghini GToutesardo FL2   | 88      | Albert von Thurn und Taxis | 1       |
| Reiter Engineering              | Lamborghini GToutesardo FL2   | 88      | Tomáš Enge                 | 1       |
| ART Grand Prix                  | McLaren MP4-12C GT3           | 98      | Grégoire Demoustier        | Toutes  |
| ART Grand Prix                  | McLaren MP4-12C GT3           | 98      | Álvaro Parente             | Toutes  |
| ART Grand Prix                  | McLaren MP4-12C GT3           | 98      | Alexandre Prémat           | 1–2, 5  |
| ART Grand Prix                  | McLaren MP4-12C GT3           | 98      | Nicolas Lapierre           | 3–4     |
| ART Grand Prix                  | McLaren MP4-12C GT3           | 99      | Andy Soucek                | Toutes  |
| ART Grand Prix                  | McLaren MP4-12C GT3           | 99      | Kevin Korjus               | Toutes  |
| ART Grand Prix                  | McLaren MP4-12C GT3           | 99      | Kévin Estre                | Toutes  |
| Von Ryan Racing                 | McLaren MP4-12C GT3           | 101     | Shane van Gisbergen        | 4       |
| Von Ryan Racing                 | McLaren MP4-12C GT3           | 101     | Rob Bell                   | 4       |
| Von Ryan Racing                 | McLaren MP4-12C GT3           | 101     | Tim Mullen (en)            | 4       |
| Triple 888 Racing               | BMW Z4 GT3 (E89)              | 888     | Jody Firth                 | 5       |
| Triple 888 Racing               | BMW Z4 GT3 (E89)              | 888     | Warren Hughes              | 5       |
| Triple 888 Racing               | BMW Z4 GT3 (E89)              | 888     | Alexander Sims             | 5       |
| Audi Race Experience            | Audi R8 LMS ultra             | 1000    | Didier Cuche               | 5       |
| Audi Race Experience            | Audi R8 LMS ultra             | 1000    | Rahel Frey                 | 5       |
| Audi Race Experience            | Audi R8 LMS ultra             | 1000    | Nico Müller                | 5       |
| Pro-Am Cup                      |                               |         |                            |         |
| Belgian Audi Club Team WRT      | Audi R8 LMS ultra             | 4       | Jean-Luc Blanchemain       | 4–5     |
| Belgian Audi Club Team WRT      | Audi R8 LMS ultra             | 4       | Christian Kelders          | 4–5     |
| Belgian Audi Club Team WRT      | Audi R8 LMS ultra             | 4       | Fred Bouvy                 | 4       |
| Belgian Audi Club Team WRT      | Audi R8 LMS ultra             | 4       | Vincent Radermecker        | 4       |
| Belgian Audi Club Team WRT      | Audi R8 LMS ultra             | 4       | Stéphane Richelmi          | 5       |
| TDS Racing                      | BMW Z4 GT3 (E89)              | 10      | Eric Clément               | Toutes  |
| TDS Racing                      | BMW Z4 GT3 (E89)              | 10      | Benjamin Lariche           | Toutes  |
| TDS Racing                      | BMW Z4 GT3 (E89)              | 10      | Nicolas Armindo            | Toutes  |
| TDS Racing                      | BMW Z4 GT3 (E89)              | 10      | Olivier Pla                | 4       |
| TDS Racing                      | BMW Z4 GT3 (E89)              | 12      | Henry Hassid               | Toutes  |
| TDS Racing                      | BMW Z4 GT3 (E89)              | 12      | Nick Catsburg              | Toutes  |
| TDS Racing                      | BMW Z4 GT3 (E89)              | 12      | Pierre Thiriet             | 4       |
| TDS Racing                      | BMW Z4 GT3 (E89)              | 12      | Jens Klingmann             | 4       |
| Kessel Racing                   | Ferrari 458 Italia GT3        | 11      | Michał Broniszewski        | Toutes  |
| Kessel Racing                   | Ferrari 458 Italia GT3        | 11      | Alessandro Bonacini        | Toutes  |
| Kessel Racing                   | Ferrari 458 Italia GT3        | 11      | Giacomo Petrobelli         | 1–2     |
| Kessel Racing                   | Ferrari 458 Italia GT3        | 11      | Marco Frezza               | 3–5     |
| Kessel Racing                   | Ferrari 458 Italia GT3        | 11      | Giacomo Piccini            | 4       |
| Emil Frey Racing                | Emil Frey G3 Jaguar XK        | 14      | Fredy Barth                | 1–4     |
| Emil Frey Racing                | Emil Frey G3 Jaguar XK        | 14      | Lorenz Frey                | 1–4     |
| Emil Frey Racing                | Emil Frey G3 Jaguar XK        | 14      | Gabriele Gardel            | 1–4     |
| Emil Frey Racing                | Emil Frey G3 Jaguar XK        | 14      | Jonathan Hirschi           | 4       |
| Boutsen Ginion                  | McLaren MP4-12C GT3           | 15      | Karim Ojjeh                | 1–4     |
| Boutsen Ginion                  | McLaren MP4-12C GT3           | 15      | Olivier Grotz              | 1–4     |
| Boutsen Ginion                  | McLaren MP4-12C GT3           | 15      | Frédéric Vervisch          | 1–4     |
| Boutsen Ginion                  | McLaren MP4-12C GT3           | 15      | Giorgio Pantano            | 4       |
| Boutsen Ginion                  | McLaren MP4-12C GT3           | 16      | Shahan Sarkissian          | Toutes  |
| Boutsen Ginion                  | McLaren MP4-12C GT3           | 16      | Alex Demirdjian            | 1–4     |
| Boutsen Ginion                  | McLaren MP4-12C GT3           | 16      | Phil Quaife                | 1–2     |
| Boutsen Ginion                  | McLaren MP4-12C GT3           | 16      | Chris van der Drift        | 3–5     |
| Boutsen Ginion                  | McLaren MP4-12C GT3           | 16      | Michael Schmetz            | 4       |
| Boutsen Ginion                  | McLaren MP4-12C GT3           | 16      | Jordan Grogor              | 5       |
| Insightracing with Flex-Box     | Ferrari 458 Italia GT3        | 17      | Dennis Andersen            | Toutes  |
| Insightracing with Flex-Box     | Ferrari 458 Italia GT3        | 17      | Martin Jensen              | Toutes  |
| Insightracing with Flex-Box     | Ferrari 458 Italia GT3        | 17      | Jason Yeomans              | 4       |
| Black Falcon                    | Mercedes-Benz SLS AMG GT3     | 18      | Vladimir Lunkin            | Toutes  |
| Black Falcon                    | Mercedes-Benz SLS AMG GT3     | 18      | Yury Loboda                | 1–3     |
| Black Falcon                    | Mercedes-Benz SLS AMG GT3     | 18      | Mikhail Loboda             | 1–3     |
| Black Falcon                    | Mercedes-Benz SLS AMG GT3     | 18      | Richard Muscat             | 4       |
| Black Falcon                    | Mercedes-Benz SLS AMG GT3     | 18      | Saud Turki Al Faisal       | 4       |
| Black Falcon                    | Mercedes-Benz SLS AMG GT3     | 18      | Christian Bracke           | 4       |
| Black Falcon                    | Mercedes-Benz SLS AMG GT3     | 18      | Anders Fjordbach           | 5       |
| Black Falcon                    | Mercedes-Benz SLS AMG GT3     | 18      | Devon Modell               | 5       |
| Lago Racing                     | Lamborghini GToutesardo LP600 | 23      | Roger Lago                 | 4       |
| Lago Racing                     | Lamborghini GToutesardo LP600 | 23      | David Russell              | 4       |
| Lago Racing                     | Lamborghini GToutesardo LP600 | 23      | Steven Richards            | 4       |
| Lago Racing                     | Lamborghini GToutesardo LP600 | 23      | Steve Owen                 | 4       |
| Leonard Motorsport AMR          | Aston Martin V12 Vantage GT3  | 32      | Stuart Leonard             | 4–5     |
| Leonard Motorsport AMR          | Aston Martin V12 Vantage GT3  | 32      | Paul Wilson                | 4–5     |
| Leonard Motorsport AMR          | Aston Martin V12 Vantage GT3  | 32      | Michael Meadows            | 4–5     |
| Leonard Motorsport AMR          | Aston Martin V12 Vantage GT3  | 32      | Pedro Lamy                 | 4       |
| Nissan GT Academy Team RJN      | Nissan GT-R Nismo GT3         | 35      | Miguel Faísca              | Toutes  |
| Nissan GT Academy Team RJN      | Nissan GT-R Nismo GT3         | 35      | Katsumasa Chiyo            | Toutes  |
| Nissan GT Academy Team RJN      | Nissan GT-R Nismo GT3         | 35      | Mark Shulzhitskiy (en)     | 1, 4    |
| Nissan GT Academy Team RJN      | Nissan GT-R Nismo GT3         | 35      | Stanislav Aksenov          | 2–3     |
| Nissan GT Academy Team RJN      | Nissan GT-R Nismo GT3         | 35      | Masataka Yanagida          | 4       |
| Nissan GT Academy Team RJN      | Nissan GT-R Nismo GT3         | 35      | Wolfgang Reip              | 5       |
| Nissan GT Academy Team RJN      | Nissan GT-R Nismo GT3         | 80      | Florian Strauss            | Toutes  |
| Nissan GT Academy Team RJN      | Nissan GT-R Nismo GT3         | 80      | Nick McMillen              | Toutes  |
| Nissan GT Academy Team RJN      | Nissan GT-R Nismo GT3         | 80      | Alex Buncombe              | Toutes  |
| Nissan GT Academy Team RJN      | Nissan GT-R Nismo GT3         | 80      | Wolfgang Reip              | 4       |
| MP Motorsport AMR               | Aston Martin V12 Vantage GT3  | 38      | Richard Abra               | Toutes  |
| MP Motorsport AMR               | Aston Martin V12 Vantage GT3  | 38      | Mark Poole                 | Toutes  |
| MP Motorsport AMR               | Aston Martin V12 Vantage GT3  | 38      | Joe Osborne                | Toutes  |
| MP Motorsport AMR               | Aston Martin V12 Vantage GT3  | 38      | Darren Turner              | 4       |
| Sport Garage                    | Ferrari 458 Italia GT3        | 42      | Gilles Vannelet            | 1–3     |
| Sport Garage                    | Ferrari 458 Italia GT3        | 42      | Michael Albert             | 1–3     |
| Sport Garage                    | Ferrari 458 Italia GT3        | 42      | Stéphane Lemeret           | 1–3     |
| ROAL Motorsport                 | BMW Z4 GT3 (E89)              | 43      | Stefano Comandini          | Toutes  |
| ROAL Motorsport                 | BMW Z4 GT3 (E89)              | 43      | Eugenio Amos               | Toutes  |
| ROAL Motorsport                 | BMW Z4 GT3 (E89)              | 43      | Stefano Colombo            | 1, 3–4  |
| ROAL Motorsport                 | BMW Z4 GT3 (E89)              | 43      | Michela Cerruti            | 2, 4–5  |
| AF Corse                        | Ferrari 458 Italia GT3        | 50      | Andrew Danyliw             | Toutes  |
| AF Corse                        | Ferrari 458 Italia GT3        | 50      | Simon Knap                 | Toutes  |
| AF Corse                        | Ferrari 458 Italia GT3        | 50      | Andrea Sonvico             | Toutes  |
| AF Corse                        | Ferrari 458 Italia GT3        | 50      | Alessandro Pier Guidi      | 4       |
| AF Corse                        | Ferrari 458 Italia GT3        | 52      | Steve Wyatt                | 4       |
| AF Corse                        | Ferrari 458 Italia GT3        | 52      | Michele Rugolo             | 4       |
| AF Corse                        | Ferrari 458 Italia GT3        | 52      | Craig Lowndes              | 4       |
| AF Corse                        | Ferrari 458 Italia GT3        | 52      | Andrea Piccini             | 4       |
| AF Corse                        | Ferrari 458 Italia GT3        | 52      | Johnny Laursen             | 5       |
| AF Corse                        | Ferrari 458 Italia GT3        | 52      | Marco Seefried             | 5       |
| AF Corse                        | Ferrari 458 Italia GT3        | 52      | Francesco Castellacci      | 5       |
| AF Corse                        | Ferrari 458 Italia GT3        | 53      | Niek Hommerson             | 4       |
| AF Corse                        | Ferrari 458 Italia GT3        | 53      | Louis Machiels             | 4       |
| AF Corse                        | Ferrari 458 Italia GT3        | 53      | Andrea Bertolini           | 4       |
| AF Corse                        | Ferrari 458 Italia GT3        | 53      | Marco Cioci                | 4       |
| AF Corse                        | Ferrari 458 Italia GT3        | 54      | Duncan Cameron             | 4       |
| AF Corse                        | Ferrari 458 Italia GT3        | 54      | Matt Griffin               | 4       |
| AF Corse                        | Ferrari 458 Italia GT3        | 54      | Alex Mortimer              | 4       |
| Graff Racing                    | Porsche 911 GT3 R (997)       | 70      | Eric Trouillet             | 1–3     |
| Graff Racing                    | Porsche 911 GT3 R (997)       | 70      | Nicolas Marroc             | 1–2     |
| Graff Racing                    | Porsche 911 GT3 R (997)       | 70      | Roland Bervillé            | 3       |
| Graff Racing                    | Porsche 911 GT3 R (997)       | 70      | Lonni Martins              | 3       |
| Ecurie Ecosse                   | BMW Z4 GT3 (E89)              | 79      | Oliver Bryant              | Toutes  |
| Ecurie Ecosse                   | BMW Z4 GT3 (E89)              | 79      | Andrew Smith               | Toutes  |
| Ecurie Ecosse                   | BMW Z4 GT3 (E89)              | 79      | Alasdair McCaig            | Toutes  |
| Ecurie Ecosse                   | BMW Z4 GT3 (E89)              | 79      | Alexander Sims             | 4       |
| GT Russian Team                 | McLaren MP4-12C GT3           | 82      | Alexey Vasilyev            | 4       |
| GT Russian Team                 | McLaren MP4-12C GT3           | 82      | Marko Asmer                | 4       |
| GT Russian Team                 | McLaren MP4-12C GT3           | 82      | Kazim Vasiliauskas         | 4       |
| GT Russian Team                 | McLaren MP4-12C GT3           | 82      | Florian Spengler           | 4       |
| GT Russian Team                 | Mercedes-Benz SLS AMG GT3     | 82      | Alexey Vasilyev            | 5       |
| GT Russian Team                 | Mercedes-Benz SLS AMG GT3     | 82      | Marko Asmer                | 5       |
| GT Russian Team                 | Mercedes-Benz SLS AMG GT3     | 82      | Karim Al Azhari            | 5       |
| Scuderia Villorba Corse         | Ferrari 458 Italia GT3        | 90      | Andrea Rizzoli             | Toutes  |
| Scuderia Villorba Corse         | Ferrari 458 Italia GT3        | 90      | Francesco Castellacci      | 1–4     |
| Scuderia Villorba Corse         | Ferrari 458 Italia GT3        | 90      | Stefano Gai                | Toutes  |
| Scuderia Villorba Corse         | Ferrari 458 Italia GT3        | 90      | Andrea Montermini          | 4       |
| Scuderia Villorba Corse         | Ferrari 458 Italia GT3        | 90      | Thomas Kemenater           | 5       |
| Pro GT by Alméras               | Porsche 911 GT3 R (997)       | 93      | Eric Dermont               | 1–4     |
| Pro GT by Alméras               | Porsche 911 GT3 R (997)       | 93      | Franck Perera              | 1–4     |
| Pro GT by Alméras               | Porsche 911 GT3 R (997)       | 93      | Marco Bonanomi             | 4       |
| Pro GT by Alméras               | Porsche 911 GT3 R (997)       | 93      | Lucas Lasserre             | 4       |
| PGF-Kinfaun AMR                 | Aston Martin V12 Vantage GT3  | 96      | John Gaw                   | 4       |
| PGF-Kinfaun AMR                 | Aston Martin V12 Vantage GT3  | 96      | Phil Dryburgh              | 4       |
| PGF-Kinfaun AMR                 | Aston Martin V12 Vantage GT3  | 96      | Paul White                 | 4       |
| PGF-Kinfaun AMR                 | Aston Martin V12 Vantage GT3  | 96      | Tom Onslow-Cole            | 4       |
| SMP Racing Russian Bears        | Ferrari 458 Italia GT3        | 100     | Viacheslav Maleev          | 4       |
| SMP Racing Russian Bears        | Ferrari 458 Italia GT3        | 100     | Roman Mavlanov             | 4       |
| SMP Racing Russian Bears        | Ferrari 458 Italia GT3        | 100     | José Manuel Pérez-Aicart   | 4       |
| SMP Racing Russian Bears        | Ferrari 458 Italia GT3        | 100     | Daniel Zampieri            | 4       |
| Beechdean AMR                   | Aston Martin V12 Vantage GT3  | 107     | Andrew Howard              | 2, 4    |
| Beechdean AMR                   | Aston Martin V12 Vantage GT3  | 107     | Daniel Lloyd               | 2, 4    |
| Beechdean AMR                   | Aston Martin V12 Vantage GT3  | 107     | Alex MacDowToutes          | 2       |
| Beechdean AMR                   | Aston Martin V12 Vantage GT3  | 107     | Jonathan Adam              | 4       |
| Beechdean AMR                   | Aston Martin V12 Vantage GT3  | 107     | Stefan Mücke               | 4       |
| SOFREV Auto Sport Promotion     | Ferrari 458 Italia GT3        | 116     | Fabien Barthez             | 4       |
| SOFREV Auto Sport Promotion     | Ferrari 458 Italia GT3        | 116     | Éric Debard                | 4       |
| SOFREV Auto Sport Promotion     | Ferrari 458 Italia GT3        | 116     | Ludovic Badey              | 4       |
| SOFREV Auto Sport Promotion     | Ferrari 458 Italia GT3        | 116     | Tristan Vautier            | 4       |
| SOFREV Auto Sport Promotion     | Ferrari 458 Italia GT3        | 120     | Christophe Bourret         | 4       |
| SOFREV Auto Sport Promotion     | Ferrari 458 Italia GT3        | 120     | Pascal Gibon               | 4       |
| SOFREV Auto Sport Promotion     | Ferrari 458 Italia GT3        | 120     | Jean-Philippe Belloc       | 4       |
| SOFREV Auto Sport Promotion     | Ferrari 458 Italia GT3        | 120     | Julien Canal               | 4       |
| Wochenspiegel Team Manthey      | Porsche 911 GT3 R (997)       | 150     | Georg Weiss                | 4       |
| Wochenspiegel Team Manthey      | Porsche 911 GT3 R (997)       | 150     | Oliver Kainz               | 4       |
| Wochenspiegel Team Manthey      | Porsche 911 GT3 R (997)       | 150     | Jochen Krumbach            | 4       |
| Wochenspiegel Team Manthey      | Porsche 911 GT3 R (997)       | 150     | Christian Menzel           | 4       |
| Fach Auto Tech                  | Porsche 911 GT3 R (997)       | 188     | Otto Klohs                 | 4       |
| Fach Auto Tech                  | Porsche 911 GT3 R (997)       | 188     | Swen Dolenc                | 4       |
| Fach Auto Tech                  | Porsche 911 GT3 R (997)       | 188     | Martin Ragginger           | 4       |
| Fach Auto Tech                  | Porsche 911 GT3 R (997)       | 188     | Philipp Frommenwiler       | 4       |
| Generation Bentley Racing       | Bentley Continental GT3       | 200     | James Appleby              | 2       |
| Generation Bentley Racing       | Bentley Continental GT3       | 200     | Steve Tandy                | 2       |
| Generation Bentley Racing       | Bentley Continental GT3       | 200     | Jody Fannin                | 2       |
| GT Corse by Rinaldi             | Ferrari 458 Italia GT3        | 333     | Marco Seefried             | 1–4     |
| GT Corse by Rinaldi             | Ferrari 458 Italia GT3        | 333     | Vadim Kogay                | 1–4     |
| GT Corse by Rinaldi             | Ferrari 458 Italia GT3        | 333     | Rinat Salikhov             | 1–4     |
| GT Corse by Rinaldi             | Ferrari 458 Italia GT3        | 333     | Norbert Siedler (en)       | 4       |
| Triple 888 Racing               | BMW Z4 GT3 (E89)              | 888     | Ryan Ratcliffe             | 2       |
| Triple 888 Racing               | BMW Z4 GT3 (E89)              | 888     | Lee Mowle                  | 2       |
| Triple 888 Racing               | BMW Z4 GT3 (E89)              | 888     | Derek Johnston             | 2       |
| Gentlemen Trophy                |                               |         |                            |         |
| Belgian Audi Club Team WRT      | Audi R8 LMS ultra             | 2       | Stéphane Pourquie          | 3       |
| Belgian Audi Club Team WRT      | Audi R8 LMS ultra             | 2       | Harry Teneketzian          | 3       |
| Belgian Audi Club Team WRT      | Audi R8 LMS ultra             | 2       | Grégoire Chaix             | 3       |
| Belgian Audi Club Team WRT      | Audi R8 LMS ultra             | 4       | Jean-Luc Blanchemain       | 1–3     |
| Belgian Audi Club Team WRT      | Audi R8 LMS ultra             | 4       | Christian Kelders          | 1, 3    |
| Belgian Audi Club Team WRT      | Audi R8 LMS ultra             | 4       | Yves Weerts                | 1–2     |
| Belgian Audi Club Team WRT      | Audi R8 LMS ultra             | 4       | Pierre Hirschi             | 2–3     |
| Boutsen Ginion                  | BMW Z4 GT3 (E89)              | 15      | Karim Ojjeh                | 5       |
| Boutsen Ginion                  | BMW Z4 GT3 (E89)              | 15      | Olivier Grotz              | 5       |
| Team Parker Racing              | Audi R8 LMS ultra             | 22      | Ian Loggie                 | Toutes  |
| Team Parker Racing              | Audi R8 LMS ultra             | 22      | Julian Westwood            | Toutes  |
| Team Parker Racing              | Audi R8 LMS ultra             | 22      | Chris Jones                | 1–3     |
| Team Parker Racing              | Audi R8 LMS ultra             | 22      | Leo Machitski              | 4       |
| Team Parker Racing              | Audi R8 LMS ultra             | 22      | Carl Rosenblad             | 4       |
| Saintéloc Racing                | Audi R8 LMS ultra             | 25      | Claude-Yves Gosselin       | Toutes  |
| Saintéloc Racing                | Audi R8 LMS ultra             | 25      | Jean-Claude Lagniez        | 1–3     |
| Saintéloc Racing                | Audi R8 LMS ultra             | 25      | Marc Sourd                 | 1–3     |
| Saintéloc Racing                | Audi R8 LMS ultra             | 25      | Marc Rostan                | 4–5     |
| Saintéloc Racing                | Audi R8 LMS ultra             | 25      | Jean-Paul Buffin           | 4–5     |
| Saintéloc Racing                | Audi R8 LMS ultra             | 25      | Philippe Haezebrouck       | 4       |
| Sport Garage                    | Ferrari 458 Italia GT3        | 41      | Bernard Delhez             | Toutes  |
| Sport Garage                    | Ferrari 458 Italia GT3        | 41      | George Cabannes            | 1–4     |
| Sport Garage                    | Ferrari 458 Italia GT3        | 41      | Romain Brandela            | 1–2     |
| Sport Garage                    | Ferrari 458 Italia GT3        | 41      | Sylvain Debs               | 3       |
| Sport Garage                    | Ferrari 458 Italia GT3        | 41      | Michael Albert             | 4–5     |
| Sport Garage                    | Ferrari 458 Italia GT3        | 41      | Thierry Prignault          | 4       |
| Sport Garage                    | Ferrari 458 Italia GT3        | 41      | Bruce Lorgère-Roux         | 5       |
| Sport Garage                    | Ferrari 458 Italia GT3        | 42      | Gilles Vannelet            | 4–5     |
| Sport Garage                    | Ferrari 458 Italia GT3        | 42      | Martin Van Hove            | 4       |
| Sport Garage                    | Ferrari 458 Italia GT3        | 42      | Beniamino Caccia           | 4       |
| Sport Garage                    | Ferrari 458 Italia GT3        | 42      | Lorenzo Bontempelli        | 4       |
| Sport Garage                    | Ferrari 458 Italia GT3        | 42      | Michaël Petit              | 5       |
| Sport Garage                    | Ferrari 458 Italia GT3        | 42      | Paul Surand                | 5       |
| AF Corse                        | Ferrari 458 Italia GT3        | 49      | Howard Blank               | Toutes  |
| AF Corse                        | Ferrari 458 Italia GT3        | 49      | Jean-Marc Bachelier        | Toutes  |
| AF Corse                        | Ferrari 458 Italia GT3        | 49      | Yannick MToutesegol        | Toutes  |
| AF Corse                        | Ferrari 458 Italia GT3        | 49      | François Perrodo           | 4       |
| AF Corse                        | Ferrari 458 Italia GT3        | 51      | Peter Mann                 | Toutes  |
| AF Corse                        | Ferrari 458 Italia GT3        | 51      | Francisco Guedes           | Toutes  |
| AF Corse                        | Ferrari 458 Italia GT3        | 51      | Filipe Barreiros           | 1–3, 5  |
| AF Corse                        | Ferrari 458 Italia GT3        | 51      | Cédric Mézard              | 4       |
| AF Corse                        | Ferrari 458 Italia GT3        | 51      | Alexander Talkanitsa       | 4       |
| GDL Motorsport                  | Mercedes-Benz SLS AMG GT3     | 67      | Nigel Fermer               | 4       |
| GDL Motorsport                  | Mercedes-Benz SLS AMG GT3     | 67      | Keong Liam Lim             | 4       |
| GDL Motorsport                  | Mercedes-Benz SLS AMG GT3     | 67      | Jean-Charles Perrin        | 4       |
| GDL Motorsport                  | Mercedes-Benz SLS AMG GT3     | 67      | Gianluca de Lorenzi        | 4       |
| Scuderia Villorba Corse         | Ferrari 458 Italia GT3        | 91      | Cédric Mézard              | 3       |
| Scuderia Villorba Corse         | Ferrari 458 Italia GT3        | 91      | François Perrodo           | 3       |
| Kessel Racing                   | Ferrari 458 Italia GT3        | 111     | Stephen Earle              | Toutes  |
| Kessel Racing                   | Ferrari 458 Italia GT3        | 111     | Freddy Kremer              | Toutes  |
| Kessel Racing                   | Ferrari 458 Italia GT3        | 111     | Daniele Perfetti           | 1       |
| Kessel Racing                   | Ferrari 458 Italia GT3        | 111     | Marcus Mahy                | 2, 4    |
| Kessel Racing                   | Ferrari 458 Italia GT3        | 111     | Beniamino Caccia           | 3       |
| Kessel Racing                   | Ferrari 458 Italia GT3        | 111     | Liam Talbot                | 4–5     |
| Horse Power Racing              | Aston Martin V12 Vantage GT3  | 128     | Paul Bailey                | 2       |
| Horse Power Racing              | Aston Martin V12 Vantage GT3  | 128     | Andy Schulz                | 2       |
| Delahaye Racing                 | Porsche 911 GT3 R (997)       | 228     | Pierre-Etienne Bordet      | 4       |
| Delahaye Racing                 | Porsche 911 GT3 R (997)       | 228     | Alexandre Viron            | 4       |
| Delahaye Racing                 | Porsche 911 GT3 R (997)       | 228     | Stephane Lemeret           | 4       |
| Delahaye Racing                 | Porsche 911 GT3 R (997)       | 228     | Karim Al-Azhari            | 4       |
| Duqueine Engineering            | Ferrari 458 Italia GT3        | 350     | Leonardo Gorini            | 3–4     |
| Duqueine Engineering            | Ferrari 458 Italia GT3        | 350     | Gilles Duqueine            | 3–4     |
| Duqueine Engineering            | Ferrari 458 Italia GT3        | 350     | Paul Lanchere              | 3–4     |
| Duqueine Engineering            | Ferrari 458 Italia GT3        | 350     | Philippe Colançon          | 4       |
| Duqueine Engineering            | Ferrari 458 Italia GT3        | 380     | Phillipe Richard           | 4       |
| Duqueine Engineering            | Ferrari 458 Italia GT3        | 380     | Phillipe Bourgeois         | 4       |
| Duqueine Engineering            | Ferrari 458 Italia GT3        | 380     | Pierre Hirschi             | 4       |
| Duqueine Engineering            | Ferrari 458 Italia GT3        | 380     | Marlène Broggi             | 4       |
| GT Corse by Rinaldi             | Ferrari 458 Italia GT3        | 458     | Alexander Mattschull       | Toutes  |
| GT Corse by Rinaldi             | Ferrari 458 Italia GT3        | 458     | Pierre Ehret               | 1, 3–5  |
| GT Corse by Rinaldi             | Ferrari 458 Italia GT3        | 458     | Frank Schmickler           | 1–3, 5  |
| GT Corse by Rinaldi             | Ferrari 458 Italia GT3        | 458     | Tim Müller                 | 4       |
| GT Corse by Rinaldi             | Ferrari 458 Italia GT3        | 458     | Roger Grouwels             | 4       |

## Calendrier de la saison 2014
| Manche | Circuit                                | Date                |
| ------ | -------------------------------------- | ------------------- |
| 1      | Autodromo Nazionale di Monza, Italie   | 13 avril            |
| 2      | Circuit de Silverstone, Royaume-Uni    | 25 mai              |
| 3      | Circuit Paul-Ricard, France            | 29 juin             |
| 4      | Circuit de Spa-Francorchamps, Belgique | du 26 au 27 juillet |
| 5      | Nürburgring, Allemagne                 | 21 septembre        |

## Résultats de la saison 2014
| Manche | Circuit           | Vainqueurs Pro                                      | Vainqueurs Pro-Am                                               | Vainqueurs Gentlemen                                                |
| ------ | ----------------- | --------------------------------------------------- | --------------------------------------------------------------- | ------------------------------------------------------------------- |
| 1      | Monza             | ART Grand Prix                                      | ROAL Motorsport                                                 | GT Corse by Rinaldi                                                 |
| 1      | Monza             | Grégoire Demoustier Alvaro Parente Alexandre Prémat | Eugenio Amos Stefano Colombo Stefano Comandini                  | Pierre Ehret Alexander Mattschull Frank Schmickler                  |
| 2      | Silverstone       | M-Sport Bentley                                     | Nissan GT Academy Team RJN                                      | GT Corse by Rinaldi                                                 |
| 2      | Silverstone       | Steven Kane Andy Meyrick Guy Smith                  | Alex Buncombe (en) Nick McMillen Florian Strauss                | Alexander Mattschull Frank Schmickler                               |
| 3      | Paul Ricard       | M-Sport Bentley                                     | TDS Racing                                                      | GT Corse by Rinaldi                                                 |
| 3      | Paul Ricard       | Steven Kane Andy Meyrick Guy Smith                  | Nick Catsburg Henry Hassid                                      | Pierre Ehret Alexander Mattschull Frank Schmickler                  |
| 4      | Spa-Francorchamps | Belgian Audi Club Team WRT                          | AF Corse                                                        | AF Corse                                                            |
| 4      | Spa-Francorchamps | Laurens Vanthoor Markus Winkelhock René Rast        | Niek Hommerson Louis Machiels (pl) Andrea Bertolini Marco Cioci | Peter Mann Alexander Talkanista Francisco José Guedes Cédric Mezard |
| 5      | Nürburgring       | Belgian Audi Club Team WRT                          | TDS Racing                                                      | Team Parker Racing                                                  |
| 5      | Nürburgring       | Laurens Vanthoor César Ramos Christopher Mies       | Nick Catsburg Henry Hassid                                      | Ian Loggie Julian Westwood                                          |

## Classement saison 2014

### Championnat des équipes

#### Pro Cup
| Pos. | Pilote                     | Équipe        | MNZ | SIL | LEC | SPA | SPA  | SPA  | NÜR | Total |
| Pos. | Pilote                     | Équipe        | C   | C   | C   | 6 h | 12 h | 24 h | C   | Total |
| ---- | -------------------------- | ------------- | --- | --- | --- | --- | ---- | ---- | --- | ----- |
| 1    | Belgian Audi Club Team WRT | Audi          | 4   | 3   | 7   | 1   | 1    | 1    | 1   | 122   |
| 2    | Bentley M-Sport            | Bentley       | 7   | 1   | 1   | 38  | 15   | 13   | 8   | 90    |
| 3    | HTP Motorsport             | Mercedes-Benz | 5   | 5   | 3   | 3   | 6    | 5    | 2   | 90    |
| 4    | ART Grand Prix             | McLaren       | 1   | 2   | 2   | 20  | 43   | Nc.  | 5   | 84    |
| 5    | Saintéloc Racing           | Audi          | 2   | 4   | 5   | 2   | 4    | 4    | 4   | 80    |
| 6    | Black Falcon               | Mercedes-Benz | 14  | 22  | 9   | 8   | 11   | 11   | 3   | 63    |
| 7    | Oman Racing Team           | Aston Martin  | Nc. | 10  | 31  | 31  | 27   | Nc.  | 32  | 24    |
| 8    | Brothers Racing Team       | Audi          | 22  | 21  | 16  |     |      |      |     | 16    |
| 9    | Triple Eight Racing        | BMW           |     |     |     |     |      |      | 9   | 9     |
| 10   | Reiter Engineering         | Lamborghini   | 16  |     |     |     |      |      |     | 6     |
| 10   | Emil Frey Racing           | Jaguar        |     |     |     |     |      |      | 19  | 6     |
| 11   | Leonard Motorsport AMR     | Aston Martin  |     | 23  |     |     |      |      |     | 2     |